# العلاقات الكرواتية النيكاراغوية
العلاقات الكرواتية النيكاراغوية هي العلاقات الثنائية التي تجمع بين كرواتيا ونيكاراغوا.

## مقارنة بين البلدين
هذه مقارنة عامة ومرجعية للدولتين:
| وجه المقارنة                                              | كرواتيا                                                  | نيكاراغوا        |
| --------------------------------------------------------- | -------------------------------------------------------- | ---------------- |
| المساحة (كم2)                                             | 56.59 ألف                                                | 130.38 ألف       |
| عدد السكان (نسمة)                                         | 4.11 مليون                                               | 6.22 مليون       |
| الكثافة السكانية (ن./كم²)                                 | 72.63                                                    | 47.71            |
| العاصمة                                                   | زغرب                                                     | ماناغوا          |
| اللغة الرسمية                                             | اللغة الكرواتية                                          | اللغة الإسبانية  |
| العملة                                                    | كونا كرواتية                                             | كوردبا نيكاراغوا |
| الناتج المحلي الإجمالي (بليون دولار)                      | 54.85 مليار                                              | 13.81 مليار      |
| الناتج المحلي الإجمالي (تعادل القوة الشرائية) بليون دولار | 94.64 مليار                                              | 31.63 مليار      |
| الناتج المحلي الإجمالي الاسمي للفرد دولار أمريكي          | 11.54 ألف                                                | 2.09 ألف         |
| الناتج المحلي الإجمالي للفرد دولار أمريكي                 | 21.64 ألف                                                | 4.92 ألف         |
| مؤشر التنمية البشرية                                      | 0.818                                                    | 0.631            |
| رمز المكالمات الدولي                                      | +385                                                     | +505             |
| رمز الإنترنت                                              | .hr                                                      | .ni              |
| المنطقة الزمنية                                           | توقيت وسط أوروبا، ت ع م+01:00، ت ع م+02:00، أوروبا/زغرب ‏ | 00               |

## منظمات دولية مشتركة
يشترك البلدان في عضوية مجموعة من المنظمات الدولية، منها:
| علم المنظمة | اسم المنظمة                               | تاريخ انضمام كرواتيا | تاريخ انضمام نيكاراغوا |
| ----------- | ----------------------------------------- | -------------------- | ---------------------- |
|             | مؤسسة التنمية الدولية                     | 25 فبراير 1993       | 30 ديسمبر 1960         |
|             | يونسكو                                    | 1 يونيو 1992         | 22 فبراير 1952         |
|             | وكالة ضمان الاستثمار متعدد الأطراف        | 19 مارس 1993         | 12 يونيو 1992          |
|             | الأمم المتحدة                             | 22 مايو 1992         | 24 أكتوبر 1945         |
|             | الاتحاد البريدي العالمي                   | ?                    | ?                      |
|             | البنك الدولي للإنشاء والتعمير             | 25 فبراير 1993       | 14 مارس 1946           |
|             | الاتحاد الدولي للاتصالات                  | 3 يونيو 1992         | 12 مايو 1926           |
|             | منظمة حظر الأسلحة الكيميائية              | ?                    | ?                      |
|             | مؤسسة التمويل الدولية                     | 25 فبراير 1993       | 20 يوليو 1956          |
|             | المركز الدولي لتسوية المنازعات الاستشارية | 22 أكتوبر 1998       | 19 أبريل 1995          |
|             | منظمة التجارة العالمية                    | ?                    | ?                      |
|             | منظمة الشرطة الجنائية الدولية             | ?                    | ?                      |

## وصلات خارجية
- موقع وزارة الخارجية الكرواتية
- موقع وزارة الخارجية النيكاراغوية